# E08
|  | No s'ha de confondre amb E008. |

La ruta europea E08 és una carretera que forma part de la Xarxa de carreteres europees. Comença a Tromsø (Noruega) i finalitza a Turku (Finlàndia). Té una longitud de 1410 km.
Té una orientació de nord a sud i travesa per les nacions de Noruega i Finlàndia.

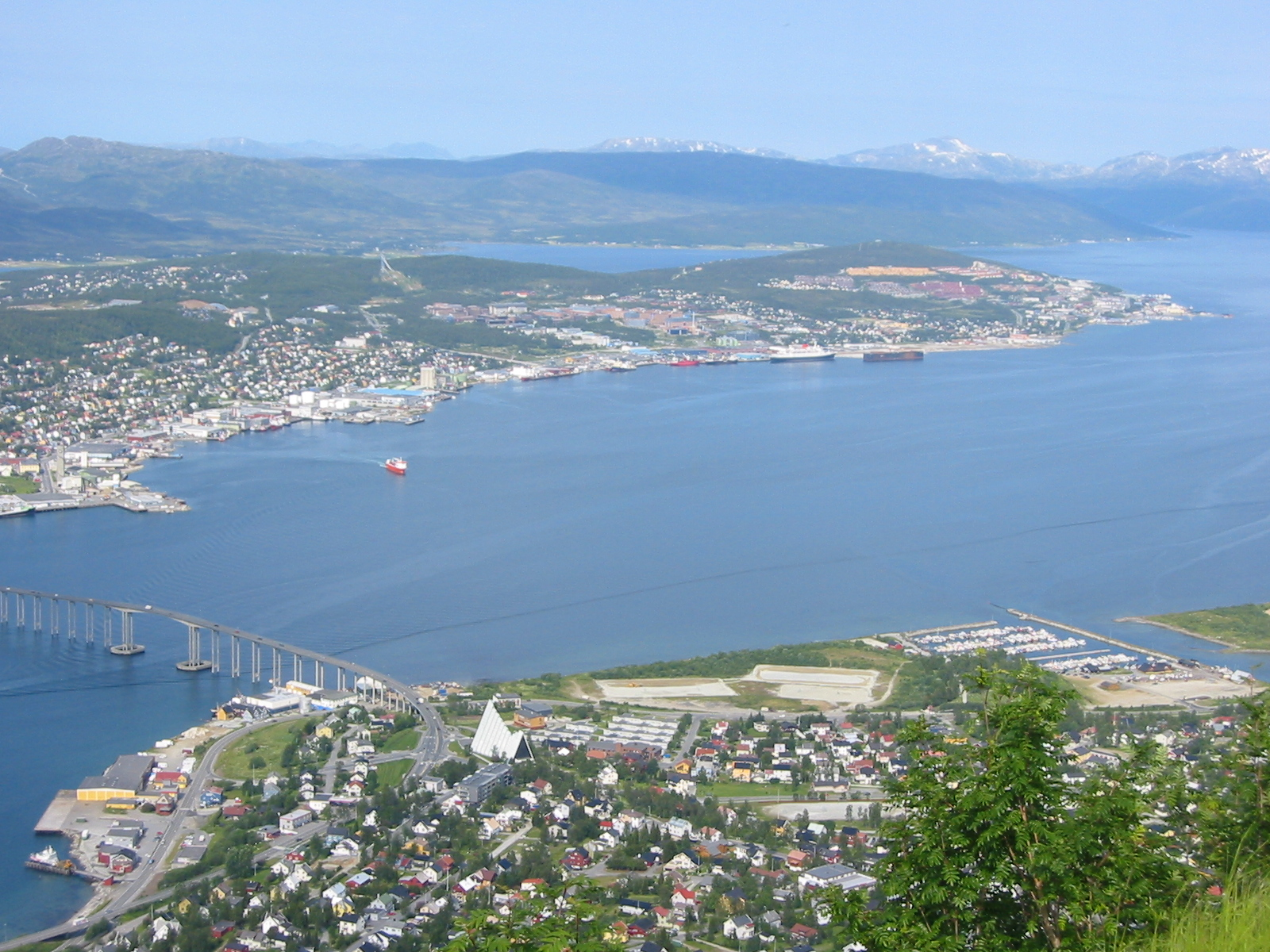
Ruta europea E08 per Tromsø.